# Nokia 6131
El Nokia 6131 es un teléfono móvil de la serie BB5, con tecnología Bluetooth, infrarrojo, tiene acceso a WAP vía EDGE, GPRS y CSD, MMS, grabadora de sonidos, altavoz y reproductor de MP3, reproduce vídeos en formato 3gp y mp4 y graba en formato 3gp, su cámara es de 1.3 MP, tiene Java, vibracall, 500 contactos, la batería dura 3.4 horas conversando y 260 horas en modo stand by, memoria interna de 12 MB, ranura para añadir memoria (máximo 2GB) y posee varios idiomas, disponibles de acuerdo al firmware.
La variante Nokia 6131 NFC fue el primer teléfono del mundo con comunicaciones de campo cercano (NFC) incorporado, esto es, sin necesidad de usar caparazones para tener funcionalidad NFC.  Fue anunciado el 7 de enero del 2007.

## Especificaciones
| Característica         | Especificación                                               |
| ---------------------- | ------------------------------------------------------------ |
| Formato                | Clamshell                                                    |
| Sistema Operativo      | Series 40 Versión 3                                          |
| Frecuencias GSM        | 850/900/1800/1900 MHz                                        |
| GPRS                   | Clase 10 (4+1/3+2 slots), 32 - 48 kbit/s                     |
| EDGE (EGPRS)           | Clase 10, 236.8 kbit/s                                       |
| UMTS/WCDMA (3G)        | No                                                           |
| Pantalla principal     | Matriz TFT, 16.777.216 colores, 240x320 pixels, 2,2 pulgadas |
| Pantalla secundaria    | Matriz TFT,262.144 colores, 128x160 píxeles, 1,36 pulgadas   |
| Cámara                 | 1,3 MP con Zum digital 8x                                    |
| Grabación de vídeo     | 128x96 o 176x144 en 3GP                                      |
| MMS                    | Sí                                                           |
| Videollamadas          | si                                                           |
| PPH                    | Sí                                                           |
| Soporte Java           | Sí, MIDP 2.0, CLDC 1.1                                       |
| Memoria interna        | 11 MB expansible de 1 hasta 2Gb                              |
| Ranura Memory card     | Sí, MicroSD                                                  |
| Bluetooth              | Sí                                                           |
| Infrarrojos            | Sí                                                           |
| Cable de datos         | Sí                                                           |
| Navegador              | WAP 2.0 XHTML/HTML                                           |
| Correo                 | Sí                                                           |
| Reproductor de música  | Sí, estéreo                                                  |
| Radio                  | Sí, estéreo                                                  |
| Reproductor de vídeo   | Sí                                                           |
| Tonos polifónicos      | Sí, 64 canales                                               |
| Tonos MP3              | Sí                                                           |
| Altavoz HF             | Sí                                                           |
| Modo fuera de línea    | Sí                                                           |
| Batería                | Li-Ion 760 mAh (BL-4C)                                       |
| Tiempo de conversación | 3.4 horas                                                    |
| Tiempo en espera       | Hasta 240 horas                                              |
| Peso                   | 60 g                                                         |
| Dimensiones            | 92 x 48 x 20 mm                                              |
| Disponibilidad         | Febrero de 2006                                              |

## Accesorios
- Equipo manos libres estéreo (HS-23)
- Equipo auto avanzado (CK-7W)
- Adaptador CA-53
- Tarjeta de memoria MicroSD (hasta 2Gb)
- Carcasa de protección plástica con soft touch
- Adaptador Bluetooth